# 한국고구마산업중앙연합회
한국고구마산업중앙연합회는 대한민국에서 생산된 고구마의 품종, 무균묘의 연구․보급, 생산·가공·유통·소비·정책 등에 관한 연구등을 통해 대한민국 고구마 산업의 발전을 도모하기 위하여 2011년 5월 9일 대한민국 농림수산식품부로부터 설립허가된 사단법인이다.. 사무실은 충청남도 청주시 서원구 남이면 구미리 167에 있다. 대표자는 '강형수'이다.

## 주요 사업
- 우량품종 고구마 묘 의 연구와 육성 보급
- 고구마 유통 표준 규격화에 대한 연구와 지원
- 고구마 가공 표준 규격화에 대한 연구와 지원
- 고구마 생산 이력제에 대한 연구와 지원
- 고구마에 관한 각종 연구, 발표회, 연찬회 등의 개최 및 정보교환
- 연구회지, 뉴스레터의 발간 및 웹사이트 운영
- 고구마 생산, 유통, 가공, 수출 및 소비촉진에 관한 사업
- 저개발국가에 고구마 보급사업 지원
- 고구마 홍보를 위한 각종 행사 및 사업추진
- 고구마 연작장애 피해를 줄이기 위한 토양개선사업
- 기타 본회의 발전에 필요한 사업